# Gairi Bisouna Deupur
Gairi Bisouna Deupur (nep. गैरी बिसौना देवपुर) – gaun wikas samiti w środkowej części Nepalu w strefie Bagmati w dystrykcie Kavrepalanchok. Według nepalskiego spisu powszechnego z 2001 roku liczył on 1175 gospodarstw domowych i 6226 mieszkańców (3202 kobiet i 3024 mężczyzn).